# Silvia Montoya
Silvia Montoya est une dirigeante d'organismes publics argentine, chercheuse en analyse des politiques et actuellement directrice de l'Institut de statistique de l'Unesco.   

## Formation
Montoya dispose d’une maîtrise et d’un doctorat en analyse des politiques de l'Ecole supérieure Frederick S. Pardee RAND (en), ainsi que d’une maîtrise en administration publique obtenue  à la John F. Kennedy School of Government de l’université Harvard. 

## Carrière
Montoya a été professeure et chercheuse à l'Université catholique d'Argentine. Entre 2012 et 2014, Montoya est directrice générale de l’Unité d’évaluation intégrale de la qualité de l’éducation au sein du ministère de l’Éducation en Argentine. Elle a notamment coordonné la participation de l’Argentine à plusieurs programmes internationaux d’évaluation, notamment le Programme latino-américain sur la qualité de l’éducation de l’Organisation des États Ibéro-américains (OEI), l’Enquête internationale sur la maîtrise de l’ordinateur et de l’information au sein de l'Association Internationale pour l'évaluation du rendement scolaire (IEA), l’Étude internationale sur l’éducation civique et à la citoyenneté, les Tendances de l’enquête internationale sur les mathématiques et les sciences (TIMMS), l’Étude internationale sur la lecture des élèves (PIRLS) ou encore le Programme pour l’évaluation internationale des compétences des adultes (PIAAC). 
Depuis 2015, elle est directrice de l'Institut de statistique de l'Unesco (ISU). En 2019, elle publie avec Robert Jenkins, responsable de l’Éducation et Directeur associé du Programme Division Are the Education Goals Out of Reach ? Ils font le constat que la situation des enfants non scolarisés dans le monde n'a pas beaucoup évolué depuis 10 ans et que ce sont les filles qui sont les premières exclues du système éducatif.

## Allégations d'intimidation
En 2018, la division des services de contrôle interne de l’UNESCO (SCI) a commandé deux rapports ; un audit sur le terrain et une évaluation ; qui ont tous deux signalé des préoccupations concernant le personnel et la gestion de l'Institut de statistique de l'UNESCO (ISU). Le rapport d’évaluation affirme en particulier que le climat de travail de l’ISU « laisse beaucoup à désirer » et que « la gestion interne de l’ISU nécessite une attention urgente ». Certaines mesures ont été prises pour remédier à cette situation, comme l'embauche d'une Nutan Wozencraft comme « tampon » entre Montoya et son équipe, mais cela s'est avéré inefficace.
En 2019, trois plaintes officielles pour harcèlement à l'ISU ont été déposées directement contre la directrice Silvia Montoya. Bien que cela ait déclenché deux enquêtes internes, dont l'une a conclu qu'il existait des preuves suffisantes démontrant qu'elle "avait créé un environnement de travail hostile" et "soit qu'elle avait négligé de manière imprudente, soit qu'elle n'avait pas la capacité d'exercer les fonctions de manager", aucune mesure disciplinaire n'a été prise.
En 2021, deux nouvelles plaintes ont été déposées contre Montoya, l'une signée par 12 collaborateurs actuels et anciens. Ces plaintes ont été regroupées en une seule plainte, totalisant quatre plaintes officielles impliquant 14 membres du personnel, anciens ou actuels. Concernant ces nouvelles allégations, Nicholas Jeffreys, directeur général adjoint de l'UNESCO pour l'administration et la gestion, a conseillé aux services de contrôle interne de l'UNESCO d'interrompre leur enquête en raison de leur similitude avec les allégations initiales de 2019.
En plus des plaintes officielles déposées contre elle, cinq enquêtes annuelles auprès du personnel révèlent un mécontentement quant à la façon dont l'Institut est géré, avec des résultats tels que 0% du personnel estimant que «l'intimidation ou le harcèlement sont pris au sérieux par l'ISU», et seulement 5% tout à fait d'accord avec l'affirmation selon laquelle « l'ISU se soucie du bien-être de ses employés », tandis que 43% sont fortement en désaccord avec la même affirmation.
Dankert Vedeler, président du conseil d'administration de l'Institut de statistique de l'UNESCO, a réfuté ces affirmations, les qualifiant de difficultés croissantes nécessaires à la mise en œuvre des réformes indispensables.
.

## Liens
The International association for the Evaluation of Educational Achievement